# 北村透谷
北村透谷（1868年12月29日—1894年5月15日）出生于神奈川县小田原市，日本浪漫主义诗人。

## 生平
北村透谷本名门太郎，出生于小田原，他出生时正好日本才开始明治维新，使他早年深受西方启蒙思想的影响，关注民权和自由。 1882年就读于早稻田大学，后来学习英语脱离政治界，开始自己的创作生涯。 他曾加入基督教。 1893年12月28日，他在自己家的阳台上用短刀刺破喉咙自杀未遂。 1894年5月15日夜晚，他在自己家院子里上吊而死。

## 作品
- 《楚囚之歌（日语：楚囚之詩）》
- 《蓬莱曲》
- 《厭世詩家與女性》

## 文学风格
北村透谷的诗歌具有强烈的浪漫主义情操，表现在对理想世界的追求和对现实世界的不满，作品中带着哲学家的深邃耐人玩味琢磨。 其作品大胆讴歌爱情，摈弃世俗功利，主张个性解放，彰显着强烈是时代精神烙印。

## 评价
日本文学评论家胜本清一郎：“几度暴风雨过去，今后还要过去。在暴风雨的间隙，苍穹深处有一点熟悉的星星总是在发光，那，就是透谷。”